# Festiwal Piosenki im. Anny Jantar we Wrześni
Festiwal Piosenki im. Anny Jantar we Wrześni – festiwal piosenki organizowany w latach 2004–2008 we Wrześni, dwie ostatnie edycje pod nazwą Festiwal Twórców Polskiej Piosenki. Początkowo poświęcony wyłącznie twórczości Anny Jantar, w następnych latach zmienił formułę i objął również innych twórców polskiej piosenki. Odbywał się w Amfiteatrze im. Anny Jantar. Organizatorem festiwalu było miasto i gmina Września. Dyrektorami festiwalu byli Michał Kosiński (Dyrektor Generalny) i Rafał Podraza (Dyrektor Artystyczny).

## I Ogólnopolski Festiwal Piosenki im. Anny Jantar
- lipiec 2004
- Grand Prix: Edyta Kręgiel i Kasia Wilk
- Jury: Krystyna Piotrowska, Aleksander Pałac, Lech Nowicki, Halina Frąckowiak, Janusz Kondratowicz, Jarosław Kukulski

## II Ogólnopolski Festiwal Piosenki im. Anny Jantar
- 6-9 lipca 2005
- Grand Prix: Weronika Bochat z Solca Kujawskiego
- Jury: Irena Jarocka, Andrzej Kuryło, Krzysztof Nowak, Aleksander Pałac, Maria Szabłowska, Antoni Kopff, Rafał Podraza

## III Międzynarodowy Festiwal Piosenki im. Anny Jantar
- lipiec 2006
- poświęcony 45-leciu pracy twórczej Janusza Kondratowicza – autora tekstów wielu piosenek-przebojów, m.in. Anny Jantar
- Grand Prix: Sebastian Plewiński z Legnicy
- Jury: Bogdan Olewicz - przewodniczący, Krystyna Giżowska, Lech Nowicki, Paweł Sztompke, Jerzy Smoliński, Aleksander Pałac, Ryszard Gloger, Michał Kosiński

## IV Festiwal Twórców Polskiej Piosenki
- 2-7 lipca 2007
- poświęcony 40-leciu pracy twórczej Bogdana Olewicza – wybitnego autora tekstów, twórcy takich przebojów jak: „Autobiografia”, „Moje jedyne marzenie”, „Nie płacz Ewka”, „Ratujmy, co się da”, „Deszcz w Cisnej”, „Na co komu dziś, To za nami”, piszącego piosenki m.in. dla Anny Jantar, zespołu Perfect, Budki Suflera, Krystyny Prońko, Lady Pank, Wojciecha Gąsowskiego, Maryli Rodowicz, Andrzeja Rybińskiego
- Grand Prix: Agnieszka Konarska
- „Pióro Poetów 2007” w konkursie na tekst piosenki Tomasz Pohl za utwór „Woła Cię Los” do muzyki Mieczysława Jureckiego

## V Festiwal Twórców Polskiej Piosenki
- 9-12 lipca 2008
- poświęcony utworom, do których teksty napisał Andrzej Mogielnicki
- Grand Prix: Martyna Zając
- „Pióro Poetów 2008” w konkursie na tekst piosenki Łukasz Kleszowski za utwór „Nie Ci Sami” do muzyki Szymona Szafraniaka